# Giovanni Lombardi (futbolista)
Giovanni Lombardi (Castellammare di Stabia, Ciudad metropolitana de Nápoles, Italia, 11 de marzo de 1997) es un futbolista italiano. Juega de delantero y actualmente se encuentra sin equipo.

## Trayectoria
Se formó en las categorías inferiores del Napoli. El 4 de enero de 2016 fue cedido a préstamo al Taranto de la Serie D (cuarto nivel del fútbol en Italia); el 14 de julio del mismo año pasó al Grosseto, club que militaba en la misma división.

## Clubes
| Club                   | País   | Año         |
| ---------------------- | ------ | ----------- |
| Taranto F. C. (cedido) | Italia | 2016        |
| F. C. Grosseto         | Italia | 2016        |
| Polisportiva Arzachena | Italia | 2016        |
| A. P. Turris           | Italia | 2016 - 2017 |